# Championnat du Luxembourg de football de deuxième division 2025-2026
Navigation
Promotion d'Honneur 2024-2025 Promotion d'Honneur 2026-2027
La saison 2025-2026 de Promotion d'Honneur est la 112e édition de la deuxième division luxembourgeoise.

## Participants

### Localisation des clubs
Les deux promus de 1.Division sont le FC The Belval Belvaux et le FC Lorentzweiler. Les quatre relégués de BGL Ligue sont le FC Wiltz 71, le SC Bettembourg, le CS Fola Esch et le FC Mondercange.
| \| Fola Esch Bettembourg Mondercange Wiltz Feulen Ettelbruck Berbourg Walferdange Luxembourg Wormeldange Steinsel Rumelange Schifflange Belvaux Mersch Lorentzweiler \| Localisation des clubs engagés dans le championnat. |
| Fola Esch Bettembourg Mondercange Wiltz Feulen Ettelbruck Berbourg Walferdange Luxembourg Wormeldange Steinsel Rumelange Schifflange Belvaux Mersch Lorentzweiler                                                           |

## Compétition

### Classement
Le classement est basé sur le barème de points classique (victoire à 3 points, match nul à 1, défaite à 0). Pour départager les égalités, on tient d'abord compte de la différence de buts générale, puis du nombre de buts marqués, puis des confrontations directes et enfin si la qualification ou la relégation est en jeu, les deux équipes jouent une rencontre d'appui sur terrain neutre.
| Rang | Équipe                   | Pts | J | G | N | P | Bp | Bc | Diff |
| ---- | ------------------------ | --- | - | - | - | - | -- | -- | ---- |
| 1    | CS Fola Esch R           | 0   | 0 | 0 | 0 | 0 | 0  | 0  | 0    |
| 2    | FC Alisontia Steinsel    | 0   | 0 | 0 | 0 | 0 | 0  | 0  | 0    |
| 3    | FC Berdenia Berbourg     | 0   | 0 | 0 | 0 | 0 | 0  | 0  | 0    |
| 4    | FC Etzella Ettelbruck    | 0   | 0 | 0 | 0 | 0 | 0  | 0  | 0    |
| 5    | FC Koeppchen Wormeldange | 0   | 0 | 0 | 0 | 0 | 0  | 0  | 0    |
| 6    | FC Lorentzweiler P       | 0   | 0 | 0 | 0 | 0 | 0  | 0  | 0    |
| 7    | FC Luxembourg City       | 0   | 0 | 0 | 0 | 0 | 0  | 0  | 0    |
| 8    | FC Marisca Mersch        | 0   | 0 | 0 | 0 | 0 | 0  | 0  | 0    |
| 9    | FC Mondercange R         | 0   | 0 | 0 | 0 | 0 | 0  | 0  | 0    |
| 10   | FC Schifflange 95        | 0   | 0 | 0 | 0 | 0 | 0  | 0  | 0    |
| 11   | FC Résidence Walferdange | 0   | 0 | 0 | 0 | 0 | 0  | 0  | 0    |
| 12   | FC The Belval Belvaux P  | 0   | 0 | 0 | 0 | 0 | 0  | 0  | 0    |
| 13   | FC Wiltz 71 R            | 0   | 0 | 0 | 0 | 0 | 0  | 0  | 0    |
| 14   | SC Bettembourg R         | 0   | 0 | 0 | 0 | 0 | 0  | 0  | 0    |
| 15   | US Feulen                | 0   | 0 | 0 | 0 | 0 | 0  | 0  | 0    |
| 16   | US Rumelange             | 0   | 0 | 0 | 0 | 0 | 0  | 0  | 0    |

Montée en BGL Ligue
- 1er et 2e : Montée

- 2e et 4e : Barrages de promotion

Relégation en 1.Division
- 13e et 14e  : Barrages de relégation
- 15e et 16e  : Relégation

Abréviations

## Bilan de la saison
Les données ci-dessous sont vouées à évoluer au fur et à mesure du déroulement de la saison.
- Champion d'automne :
- Champion :
- Meilleure attaque :
- Meilleure défense :
- Plus mauvaise attaque :
- Plus mauvaise défense :

### Barrages de promotion
| Équipe 1    | Résultat | Équipe 2 |
| ----------- | -------- | -------- |
| (BGL Ligue) |          | (PH)     |
| (BGL Ligue) |          | (PH)     |

Légende des couleurs
- Le club se maintient en première division.
- Promotion en première division.
- Le club reste en première division.
- Relégation en deuxième division.

### Barrages de relégation
| Équipe 1 | Résultat | Équipe 2 |
| -------- | -------- | -------- |
| (PH)     |          | (D3)     |
| (PH)     |          | (D3)     |

Légende des couleurs
- Le club se maintient en deuxième division.
- Promotion en deuxième division.
- Le club reste en deuxième division.
- Relégation en troisième division.